# Bellreguard (kommunhuvudort)
Bellreguard är en kommunhuvudort i Spanien.   Den ligger i provinsen Província de València och regionen Valencia, i den östra delen av landet, 300 km sydost om huvudstaden Madrid. Bellreguard ligger 24 meter över havet och antalet invånare är 3 893.
Terrängen runt Bellreguard är platt åt nordost, men åt sydväst är den kuperad. Havet är nära Bellreguard åt nordost.Runt Bellreguard är det tätbefolkat, med 570 invånare per kvadratkilometer. Närmaste större samhälle är Gandia, 2,3 km nordväst om Bellreguard. Runt Bellreguard är det i huvudsak tätbebyggt.